# Aero A.18
L'Aero A.18 est un chasseur biplan monoplace dessiné par Antonin Vlasák et Antonin Husnik dont le prototype a volé en mars 1923 en Tchécoslovaquie.

## Aero A.18
Courant 1923 Aero a fait voler trois prototypes de chasseurs, les Aero A.18, A.19 et A.20. C’est finalement le A.18, dérivé des Ae 02 et Ae 04, mais qui profitait de l’expérience acquise avec le A.11, qui fut retenu par l’aviation militaire tchèque. 20 exemplaires furent commandés, cet appareil est resté en service jusqu’à l’occupation de la Tchécoslovaquie par l’Allemagne en 1939. À noter que le prototype fut exposé en 1923 aux salons aéronautiques de Göteborg, en Suède, et de Paris.

## Aero A-18B
Monoplace de course destiné à participer à la première course de vitesse organisée par l’Aéro Club de Tchécoslovaquie en 1923, épreuve qu’il remporte.

## Aero A-18C
Monoplace de course destiné à participer à la seconde course de vitesse organisée par l’Aéro Club de Tchécoslovaquie en 1924, épreuve qu’il remporte, piloté par J. Novák, à la moyenne de 263,427 km/h. Cet appareil est aujourd’hui conservé au Musée de l'aviation de Prague-Kbely, au côté d’une réplique de chasseur A.18.

### Développement lié
- Aero Ae 02
- Aero Ae 04